# Всё лучшее в одном
«Всё лучшее в одном» — шестой официальный сборник хитов украинской женской поп-группы «ВИА Гра», вышедший и поступивший в продажу 24 июля 2015 года.

## Об альбоме
«Всё лучшее в одном» является одиннадцатым альбомным релизом группы, и в частности, шестым в виде сборника лучших песен, выпущенным спустя 7 лет после предыдущего релиза «Лучшие песни» в декабре 2008 года. Помимо старых песен, на этой компиляции присутствуют и новые синглы, записанные в период с 2009 по 2015 годы: «Сумасшедший», «Пошёл вон!», «День без тебя», «Алло, мам!», и три работы текущего состава «Перемирие», «У меня появился другой» и «Это было прекрасно». Также в него входят 3 видеоработы коллектива — «Это было прекрасно», «У меня появился другой» и «Перемирие». За исключением «Обмани, но останься», где партии Кристины Коц-Готлиб были перепеты Ольгой Романовской, все композиции представлены в оригинале. Сборник был выпущен только в цифровом формате под руководством лейблов Velvet Music и «Первое музыкальное». Автором слов и музыки всех композиций является Константин Меладзе.

## Список композиций
| №                   | Название                             | Длительность |
| ------------------- | ------------------------------------ | ------------ |
| 1.                  | «Бриллианты»                         | 3:25         |
| 2.                  | «Океан и три реки»                   | 3:37         |
| 3.                  | «У меня появился другой»             | 3:33         |
| 4.                  | «Перемирие»                          | 3:41         |
| 5.                  | «Стоп! Стоп! Стоп!»                  | 3:43         |
| 6.                  | «Сумасшедший»                        | 3:53         |
| 7.                  | «Пошёл вон!»                         | 4:01         |
| 8.                  | «Л. М. Л.»                           | 4:09         |
| 9.                  | «Алло, мам!»                         | 4:11         |
| 10.                 | «Я не боюсь»                         | 4:32         |
| 11.                 | «Попытка № 5»                        | 3:22         |
| 12.                 | «Не оставляй меня, любимый!»         | 3:30         |
| 13.                 | «Обмани, но останься»                | 4:20         |
| 14.                 | «Убей мою подругу»                   | 3:43         |
| 15.                 | «Притяженья больше нет»              | 4:18         |
| 16.                 | «Good Morning, папа!»                | 3:33         |
| 17.                 | «Это было прекрасно»                 | 4:49         |
| 18.                 | «Поцелуи»                            | 4:16         |
| 19.                 | «День без тебя»                      | 3:36         |
| 20.                 | «Цветок и нож»                       | 4:53         |
| 21.                 | «Биология»                           | 3:44         |
| 22.                 | «Я не поняла»                        | 3:42         |
| 23.                 | «У меня появился другой (видеоклип)» | 3:32         |
| 24.                 | «Это было прекрасно (видеоклип)»     | 4:52         |
| 25.                 | «Перемирие (видеоклип)»              | 4:08         |
| Общая длительность: | Общая длительность:                  | 1:39:03      |

## Критика
Алексей Мажаев из InterMedia достаточно высоко оценил сборник, поставив ему 4 балла из 5 возможных. Критик отметил высокое качество и «хитовость» всех треков как в общем: «Возникает ощущение, что проходных песен у „ВИА Гры“ нет вообще», «Были хиты, которые попадали не в десятку, а, скажем, в семёрку; большинство гёрлз-бэндов и такому результату, который для „ВИА Гры“ считается относительной неудачей, были бы рады»; так и в частности: «„Это было прекрасно“ — одна из лучших лирических песен за всю историю группы», «Очевидно, что даже в следующем веке по достоинству оценят треки „Не оставляй меня, любимый!“, „Я не боюсь“, „Л. М. Л.“, „Обмани, но останься“ и „Притяженья больше нет“».